# Sphenomorphus grandisonae
Espèce
Sphenomorphus grandisonae est une espèce de sauriens de la famille des Scincidae.

## Répartition
Cette espèce est endémique de Thaïlande.

## Étymologie
Cette espèce est nommée en l'honneur d'Alice Georgie Cruickshank Grandison.

## Publication originale
- Taylor, 1962 : New oriental reptiles. University of Kansas science bulletin, vol. 43, no 7, p. 209-263 (texte intégral).